# Cuitzeo (Jalisco)
Cuitzeo, que significa "Lugar de tinajas", es una localidad mexicana situada en el estado de Jalisco, dentro del municipio de Poncitlán. Forma parte de la zona metropolitana de Ocotlán.

## Geografía
Cuitzeo se ubica en las coordenadas: 20°20′32″N 102°47′02″O / 20.342222222222, -102.78388888889; a una altitud de 1530 m s. n. m.
Se encuentra en el extremo noreste del municipio, en el límite con el municipio de Ocotlán. El clima predominante es el semicálido subhúmedo, con lluvias en verano.